# Discographie de Simon and Garfunkel
 (août 2022).
La mise en forme du texte ne suit pas les recommandations de Wikipédia : il faut le « wikifier ».
Les points d'amélioration suivants sont les cas les plus fréquents. Le détail des points à revoir est peut-être précisé sur la page de discussion.
- Les titres sont pré-formatés par le logiciel. Ils ne sont ni en capitales, ni en gras.
- Le texte ne doit pas être écrit en capitales (les noms de famille non plus), ni en gras, ni en italique, ni en « petit »…
- Le gras n'est utilisé que pour surligner le titre de l'article dans l'introduction, une seule fois.
- L'italique est rarement utilisé : mots en langue étrangère, titres d'œuvres, noms de bateaux, etc.
- Les citations ne sont pas en italique mais en corps de texte normal. Elles sont entourées par des guillemets français : « et ».
- Les listes à puces sont à éviter, des paragraphes rédigés étant largement préférés. Les tableaux sont à réserver à la présentation de données structurées (résultats, etc.).
- Les appels de note de bas de page (petits chiffres en exposant, introduits par l'outil «  Source ») sont à placer entre la fin de phrase et le point final[comme ça].
- Les liens internes (vers d'autres articles de Wikipédia) sont à choisir avec parcimonie. Créez des liens vers des articles approfondissant le sujet. Les termes génériques sans rapport avec le sujet sont à éviter, ainsi que les répétitions de liens vers un même terme.
- Les liens externes sont à placer uniquement dans une section « Liens externes », à la fin de l'article. Ces liens sont à choisir avec parcimonie suivant les règles définies. Si un lien sert de source à l'article, son insertion dans le texte est à faire par les notes de bas de page.
- La présentation des références doit suivre les conventions bibliographiques. Il est recommandé d'utiliser les modèles {{Ouvrage}}, {{Chapitre}}, {{Article}}, {{Lien web}} et/ou {{Bibliographie}}. Le mode d'édition visuel peut mettre en forme automatiquement les références.
- Insérer une infobox (cadre d'informations à droite) n'est pas obligatoire pour parachever la mise en page.

Pour une aide détaillée, merci de consulter Aide:Wikification.
Si vous pensez que ces points ont été résolus, vous pouvez retirer ce bandeau et améliorer la mise en forme d'un autre article.
Simon and Garfunkel, un duo d'auteurs-compositeurs-interprètes américains, a sorti cinq albums studio, quinze albums de compilation, quatre albums en concert, un EP, 26 singles, une bande originale et quatre coffrets depuis 1964. Paul Simon et Art Garfunkel ont d'abord formé un duo en 1957 sous le pseudonyme Tom & Jerry, avant de se séparer puis de se reformer sous le nom de Simon and Garfunkel.
Le premier album de Simon and Garfunkel, Wednesday Morning, 3 A.M., est sorti le 19 octobre 1964. Il fit un flop à sa sortie mais fut réédité deux ans plus tard avec la nouvelle version du single "The Sound of Silence", qui contient des instruments électriques et de la batterie ajoutés par le producteur Tom Wilson. La deuxième version a culminé au 30e rang dans le Billboard 200 américain et la 24e place dans les charts du Royaume-Uni, décrochant un disque de platine. La version retravaillée du single éponyme est sortie sur leur deuxième album studio, Sounds of Silence, le 17 janvier 1966. Il atteignit la 21e place du Billboard et la 30e dans les classements des albums britanniques, et rafla cette fois trois disques de platine. Outre le titre donnant son nom à l'album, il contient également "I Am a Rock", une composition de Simon qui est apparue pour la première fois sur son premier album solo de 1965, The Paul Simon Songbook.
Le troisième album de Simon and Garfunkel, Parsley, Sage, Rosemary et Thyme, est sorti le 10 octobre 1966 et donna cinq singles. Il monta à la 4e place aux États-Unis et la 13e au Royaume-Uni, recevant plusieurs disques de platine. Le single "Mrs. Robinson" se retrouva sur la première et seule bande originale du groupe, The Graduate (Le Lauréat en France), et fut ensuite intégré au quatrième album studio Bookends, sorti le 3 avril 1968. Il décrocha la première place aux États-Unis et au Royaume-Uni, devenant ainsi leur premier album numéro un. Il rafla aussi deux disques de platine. Le 26 janvier 1970, ils sortent leur cinquième et dernier album studio, Bridge Over Troubled Water. Ce fut leur plus grand succès à ce jour, culminant au numéro un dans plusieurs pays, dont le Royaume-Uni et les États-Unis. L'album s'est vendu à plus de vingt-cinq millions d'exemplaires dans le monde,, dont huit millions seulement pour les États-Unis.
Malgré le succès de leur cinquième album, le duo Simon and Garfunkel annonça sa séparation un peu plus tard dans l'année. Ils se sont néanmoins reformé à de nombreuses reprises, comme lors du concert gratuit dans Central Park, New York en 1981, qui attira une foule d'un demi-million de personnes et donna lieu à l'album live The Concert in Central Park.

## Albums

### Albums studio
| 1964                                               | Wednesday Morning, 3 A.M. - Sortie: 19 octobre 1964 - Label: Columbia - Format: LP         | —  | —  | — | — | —  | —       | — | — | — | —      | - US: Platine |
| 1966                                               | Sounds of Silence - Sortie: 17 janvier 1966 - Label: Columbia - Format: LP                 | 21 | —  | — | — | —  | 273 [A] | — | — | — | 13     | - US: 3× Platine - CAN: Platine - UK: Gold                                                                                |
| 1966                                               | Parsley, Sage, Rosemary and Thyme - Sortie: 10 octobre 1966 - Label: Columbia - Format: LP | 4  | 14 | — | — | —  | 296 [A] | — | — | — | 13 [B] | - US: 3× Platine - CAN: Platine                                                                                           |
| 1968                                               | Bookends - Sortie: 3 avril 1968 - Label: Columbia - Format: LP                             | 1  | 3  | — | 3 | 40 | 241 [A] | — | — | — | 1      | - US: 2× Platine |
| 1970                                               | Bridge over Troubled Water - Sortie: 26 janvier 1970 - Label: Columbia - Format: LP        | 1  | 1  | 1 | 1 | 1  | 1       | 1 | 1 | 1 | 1      | - US: 8× Platine - AUT: Platine - CAN: 4× Platine - FIN: Gold - FRA: Platine - GER: Platine - SWI: Gold - UK: 10x Platine |
| "—" indique les albums qui ne se sont pas classés. |                                                                                            |    |    |   |   |    |         |   |   |   |        | |

### Albums en concert
| 1982                                              | Le concert à Central Park - Date de tournage: 19 septembre 1981 - Label: Warner Bros. - Format: CD, CS, LP | 6   | 5  | 1   | 3  | 2   | 1 | 1 | 1 | 5 | 6  | - États-Unis: 2 × platine - AUT: Platine - PEUT: Or - FRA: Diamant - GER: Or - ITA: Or - NLD : Or - SWI: 2 × Platine - Royaume-Uni: or |
| 2002                                              | En direct de New York, 1967 - Enregistré: 22 janvier 1967 - Label: Columbia - Format: CD                   | 165 | -  | 148 | -  | -   | - | - | - | - | -  | |
| 2004                                              | Old Friends: Live on Stage - Enregistrement: 2 décembre 2003 - Label: Warner Bros. - Format: CD            | 154 | 22 | 165 | 35 | 195 | - | - | - | - | 61 | - Royaume-Uni: or |
| 2008                                              | Live 1969 - Enregistré: 30 octobre - 27 novembre 1969 - Label: Columbia - Format: CD                       | 33  | -  | -   | -  | 43  | - | - | - | - | -  | |
| "-" indique des albums qui ne se sont pas classés | |     |    |     |    |     |   |   |   |   |    | |

### Compilations
| 1967                                              | The Hit Sounds of Simon and Garfunkel - Label: Pickwick - Format: LP                                               | —  | —  | —  | —  | —  | —   | —  | —  | — | —  | —     | |
| 1972                                              | Simon and Garfunkel's Greatest Hits - Sortie: 14 juin 1982 - Label: Columbia - Format: LP                          | 5  | 10 | 4  | 16 | 6  | 3   | 1  | 22 | 7 | 4  | 2     | - US: Diamant (14× Platine) - CAN: 5× Platine - FIN: Gold - FRA: Diamant - ITA: Gold - GER: 2× Platine - SWI: 4× Platine - UK: 2× Platine   |
| 1981                                              | Collected Works - Sortie: 1981 - Label: Columbia - Format: CD, CS                                                  | —  | —  | —  | —  | —  | 35  | —  | —  | — | —  | —     | - US: Platine |
| 1981                                              | The Simon and Garfunkel Collection - Sortie: 1981 - Label: Columbia - Format: CD                                   | —  | 3  | 1  | 6  | 2  | 23  | 4  | 1  | — | 49 | 4     | - UK: 3× Platine - FIN: Platine - FRA: 2× Platine - GER: Gold - NLD: 2× Platine - SWI: 2× Platine                                           |
| 1991                                              | 20 Greatest Hits - Sortie: 3 aout 1991 - Label: Sony - Format: CD                                                  | —  | 21 | —  | —  | —  | 58  | —  | 1  | — | —  | —     | |
| 1992                                              | The Definitive Simon & Garfunkel - Sortie: 1992 - Label: Sony - Format: CD                                         | —  | 5  | 8  | 2  | 12 | 13  | 35 | 12 | 1 | 3  | 8     | - CAN: Platine - FIN: Gold - FRA: Diamant - GER: Gold - JPN: 2× Platine - NLD: Gold - NOR: 2× Platine - SWI: Gold - SWE: Gold - UK: Platine |
| 1997                                              | Old Friends - Sortie: 4 novembre 1997 - Label: Columbia/Sony Legacy - Format: CD                                   | —  | —  | —  | —  | —  | —   | —  | —  | — | —  | 170 , | - UK: Silver - US: Gold |
| 1999                                              | The Best of Simon and Garfunkel - Sortie: 1999 - Label: Columbia/Legacy - Format: CD, CS                           | 43 | —  | —  | —  | —  | 204 | 16 | —  | — | —  | 145 , | - UK: Silver - US: Platine - JPN: 2× Gold,                                                                                                  |
| 2000                                              | Two Can Dream Alone - Sortie: 2000 - Label: Burning Airlines Recordings - Format: CD                               | —  | —  | —  | —  | —  | —   | —  | —  | — | —  | —     | |
| 2000                                              | Tales from New York: The Very Best of Simon & Garfunkel - Sortie: 28 mars 2000 - Label: Sony/Columbia - Format: CD | —  | 15 | 25 | —  | —  | —   | —  | 5  | — | 1  | 8     | - AUS: Gold - NZL: 3× Platine - SWE: Gold - UK: Gold                                                                                        |
| 2002                                              | Tom & Jerry - Released: 2002 - Label: Superior - Format: CD                                                        | —  | —  | —  | —  | —  | —   | —  | —  | — | —  | —     | |
| 2002                                              | The Collection - Sortie: 14 octobre 2002 - Label: Sonic - Format: CD                                               | —  | —  | —  | —  | —  | —   | —  | —  | — | —  | —     | |
| 2003                                              | The Essential - Sortie: 14 octobre 2003 - Label: Columbia/Legacy - Format: CD                                      | 27 | 20 | 1  | 33 | 24 | 104 | 64 | 38 | 1 | 4  | 25    | - US: Platine - AUS: Platine - FIN: Gold - NOR: Platine - SWE: Gold - UK: Platine                                                           |
| 2003                                              | Before the Fame - Sortie: 18 novembre 2003 - Label: Alchemy - Format: CD                                           | —  | —  | —  | —  | —  | —   | —  | —  | — | —  | —     | |
| 2006                                              | Paul Simon & Art Garfunkel - Sortie: 1er aout 2006 - Label: Delta Distribution - Format: CD                        | —  | —  | —  | —  | —  | —   | —  | —  | — | —  | —     | |
| 2008                                              | America: The Simon and Garfunkel Collection - Sortie : 2 juin 2008 - Label: Sony BMG - Format: CD                  | —  | —  | —  | —  | —  | —   | —  | —  | — | —  | —     | |
| "—" indique des albums qui ne se sont pas classés | |    |    |    |    |    |     |    |    |   |    |       | |

### Bandes sonores
| 1968                                              | The Graduate - Sortie: 21 janvier 1968 - Label: Columbia - Format: LP, CD | 1 | 1 | - | 3 | - | - | - | 2 | - | 3 | - États-Unis: 2 × platine - Royaume-Uni: argent - Canada: Platine |
| "-" indique des albums qui ne se sont pas classés |                                                                           |   |   |   |   |   |   |   |   |   |   |                                                                   |

### Coffrets
| Année | Album | Classements | Classements | Classements | Classements | Classements | Classements | Classements | Classements | Classements | Classements | Certifications    |
| Année | Album | E-U         | AUS ,       | FIN         | FRA ,       | ALL         | P-B ,       | NZ          | NOR         | SUE ,       | R-U         | Certifications    |
| ----- | --- | ----------- | ----------- | ----------- | ----------- | ----------- | ----------- | ----------- | ----------- | ----------- | ----------- | ----------------- |
| 1980  | The Complete Collection - Sortie: 1980 - Label: Tee Vee / CBS - Format: LP                                           | -           | -           | -           | -           | -           | -           | -           | -           | -           | -           |                   |
| 2001  | The Columbia Studio Recordings (1964–1970) - Sortie: 21 août 2001 - Label: Columbia / Legacy - Format: CD            | -           | -           | 43          | -           | -           | -           | -           | -           | -           | -           |                   |
| 2007  | The Collection: Simon & Garfunkel - Sortie: 26 novembre 2007 - Label: Columbia / Legacy - Format: CD                 | -           | -           | 22          | -           | -           | 65          | -           | 25          | 16          | 29          | - Royaume-Uni: or |
| 2014  | Simon & Garfunkel: The Complete Albums Collection - Sortie: 24 novembre 2014 - Label: Columbia / Legacy - Format: CD | -           | -           | -           | -           | -           | -           | -           | -           | -           | -           |                   |

### Albums vidéo
| Année | Album | Notes                                                                            |
| ----- | --- | -------------------------------------------------------------------------------- |
| 1982  | The Concert in Central Park - Sortie: 21 février 1982 (Diffusion) - 1982 (Laserdisc, CED, VHS) - 1992 (Laserdisc, VHS) - 2003 (DVD américain) - 2004 (Europe DVD) | Concert de réunion spécial HBO TV.                                               |
| 2004  | Old Friends: Live on Stage - Sortie: 7 décembre 2004 (DVD, CD / DVD)                                                                                              | Tournée de retrouvailles "Old Friends" tournée au Madison Square Garden en 2003. |

## Singles et EP
| 1957                                               | "Hey Schoolgirl"[C] b/w "Dancin' Wild"                                                                     | 49    | —  | —  | — | —  | —  | —  | — | —  | —  |            | Non-album tracks                                              |
| 1958                                               | "Our Song"[C] b/w "Two Teenagers"                                                                          | —     | —  | —  | — | —  | —  | —  | — | —  | —  |            | Non-album tracks                                              |
| 1958                                               | "That's My Story"[C] b/w "(Pretty Baby) Don't Say Goodbye"                                                 | —     | —  | —  | — | —  | —  | —  | — | —  | —  |            | Non-album tracks                                              |
| 1965                                               | "The Sound of Silence" b/w "We've Got a Groovy Thing Goin'"                                                | 1     | —  | 3  | 3 | 9  | 11 | 2  | — | —  | —  | - US: Gold | Sounds of Silence                                             |
| 1966                                               | "Homeward Bound" b/w "Leaves That Are Green" (from Sounds of Silence)                                      | 5     | —  | 20 | — | —  | 4  | 1  | — | 12 | 9  |            | Sounds of Silence (UK) Parsley, Sage, Rosemary and Thyme (US) |
| 1966                                               | "That’s My Story" (1966 re-release)[D] b/w "(Uncle Simon's) Tiajuana Blues"                                | — [C] | —  | —  | — | —  | —  | —  | — | —  | —  |            | Non-album tracks                                              |
| 1966                                               | "I Am a Rock" b/w "Flowers Never Bend with the Rainfall" (from Parsley, Sage, Rosemary and Thyme)          | 3     | —  | 20 | — | 35 | 10 | 2  | — | 10 | 17 |            | Sounds of Silence                                             |
| 1966                                               | "The Dangling Conversation" b/w "The Big Bright Green Pleasure Machine"                                    | 25    | —  | 85 | — | —  | —  | —  | — | —  | —  |            | Parsley, Sage, Rosemary and Thyme                             |
| 1966                                               | "A Hazy Shade of Winter" b/w "For Emily, Whenever I May Find Her" (from Parsley, Sage, Rosemary and Thyme) | 13    | —  | —  | — | —  | —  | 14 | — | —  | —  |            | Bookends                                                      |
| 1967                                               | "At the Zoo" b/w "The 59th Street Bridge Song (Feelin' Groovy)" (from Parsley, Sage, Rosemary and Thyme)   | 16    | —  | —  | — | —  | —  | —  | — | —  | —  |            | Bookends                                                      |
| 1967                                               | "Fakin' It" b/w "You Don't Know Where Your Interest Lies" (non-album track)                                | 23    | —  | —  | — | —  | —  | —  | — | —  | —  |            | Bookends                                                      |
| 1968                                               | "Scarborough Fair/Canticle" b/w "April Come She Will" (from Sounds of Silence)                             | 11    | 5  | 49 | — | —  | —  | —  | — | —  | —  |            | Parsley, Sage, Rosemary & Thyme                               |
| 1968                                               | "Mrs. Robinson" b/w "Old Friends/Bookends"                                                                 | 1     | 4  | 8  | — | 39 | 5  | 9  | 8 | 13 | 4  | - US: Gold | Bookends                                                      |
| 1969                                               | "Mrs. Robinson EP"                                                                                         | —     | —  | —  | — | —  | —  | —  | — | —  | 9  |            | NC                                                            |
| 1969                                               | "The Sound of Silence" (Australian 1969 re-release)                                                        | —     | —  | 23 | — | —  | —  | —  | — | —  | —  |            | Sounds of Silence                                             |
| 1969                                               | "The Boxer" b/w "Baby Driver"                                                                              | 7     | 3  | 8  | 9 | 19 | 2  | 9  | 9 | 5  | 6  |            | Bridge over Troubled Water                                    |
| 1970                                               | "Bridge over Troubled Water" b/w "Keep the Customer Satisfied"                                             | 1     | 1  | 2  | 4 | 3  | 5  | 1  | 7 | —  | 1  | - US: Gold | Bridge over Troubled Water                                    |
| 1970                                               | "Cecilia" b/w "The Only Living Boy in New York"                                                            | 4     | —  | 6  | 6 | 2  | 1  | —  | — | —  | —  | - US: Gold | Bridge over Troubled Water                                    |
| 1970                                               | "El Condor Pasa (If I Could)" b/w "Why Don't You Write Me"                                                 | 18    | 6  | 1  | 1 | 1  | 1  | 14 | — | —  | —  |            | Bridge over Troubled Water                                    |
| 1972                                               | "America" /                                                                                                | 97    | —  | —  | — | —  | —  | —  | — | —  | 25 |            | Bookends                                                      |
| 1972                                               | "For Emily, Whenever I May Find Her" (live)                                                                | 53    | 27 | —  | — | —  | —  | —  | — | —  | —  |            | Simon and Garfunkel's Greatest Hits                           |
| 1975                                               | "My Little Town" b/w "Rag Doll" (by Art Garfunkel), "You're Kind" (by Paul Simon)                          | 9     | 1  | 46 | — | —  | 17 | 24 | — | —  | —  |            | Still Crazy After All These Years/Breakaway                   |
| 1978                                               | "Wonderful World" (Art Garfunkel with James Taylor & Paul Simon)                                           | 17    | 1  | —  | — | —  | —  | —  | — | —  | —  |            | Watermark                                                     |
| 1982                                               | "Wake Up Little Susie" b/w "Me and Julio Down by the Schoolyard"                                           | 27    | 5  | —  | — | —  | —  | —  | — | —  | —  |            | The Concert in Central Park                                   |
| 1991                                               | "A Hazy Shade of Winter" b/w "7 O'Clock News/Silent Night"                                                 | —     | —  | —  | — | —  | —  | —  | — | —  | 30 |            | The Definitive Simon & Garfunkel                              |
| 1992                                               | "The Boxer" (1992 re-release)                                                                              | —     | —  | —  | — | —  | —  | —  | — | —  | 75 |            | The Definitive Simon & Garfunkel                              |
| "—" indique des albums qui ne se sont pas classés. | |       |    |    |   |    |    |    |   |    |    |            |                                                               |

## Autres

### Studio
| An   | Chanson          | Album                  |
| ---- | ---------------- | ---------------------- |
| 1967 | "The Star Carol" | A Very Merry Christmas |

### En concert
| Année | Titres | Album                                                  |
| ----- | --- | ------------------------------------------------------ |
| 1997  | " America " (version live) | The Bridge School Concerts Vol.1                       |
| 2010  | "The Sound of Silence" (version live) " Mrs. Robinson" (version live) "The Boxer" (version live) "Bridge Over Troubled Water" (version live) | The 25th Anniversary Rock & Roll Hall of Fame Concerts |